# ノヴス

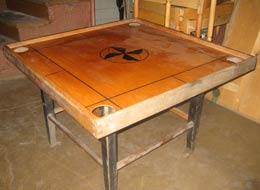
1920年代後半のノヴスの盤（リーガ、ラトビアノヴス連盟）

ノヴス(コローナとも呼ばれる)とは、カロムやビリヤードと密接に関係のある、2人(あるいはダブルスの場合は4人）で行う身体スキルのゲームで、ラトビア共和国の国技である。ノヴスの盤は一般的に木で作られ、四方およそ100センチの正方形で、四隅のコーナーには穴（ポケット）があり、盤の表面上には盤をいくつかのエリアに分ける線がある。盤は通常専用のスタンドに設置されるが、ポケットが適切な形でぶら下がる状態が確保できれば、樽などに設置しても良い。他のキュースポーツと異なり、ノヴスではボールの代わりに小さな円盤（パック）と、プレーヤーそれぞれが手玉として使う専用の大き目の円盤（ストライカー）が利用される。シングルスではパックが二色それぞれ8個で合計16個あり、ストライカーは2個ある。プレーヤーは、キューで自分のストライカーを自分の色のパックに当て、パックをポケットに落とす。自分の色のパック8個をすべて先にポケットに落としたプレーヤーが勝者となる。
ノヴスは非公式に「バルト海ビリヤード」あるいは「スカンジナビアンビリヤード」とも呼ばれることがあるが、これは誤称である。確かに、ノヴスは広い意味でキュー・スポーツの一つだが、ノヴスのテーブルはビリヤードのそれと大きく異なり、ボールも使用しない。

## ノヴスの歴史
ラトビアノヴス連盟長ヤーニス・エーリクス・ピエバルグスによれば、ノヴスが初めて登場したのは1925-1927年頃で、北ヨーロッパ、特にラトビアとエストニアにおいてである。
ノヴスは、船上でできるゲームとしてビリヤードから発展したと思われる。その大きさのおかげで船上での設置が容易で、またビリヤードのボールと異なり、ノヴスで使う円盤が船の揺れの影響を受けにくいという点では、船上で使うことができる。そのため、ロシア語その他の言語でノヴスはしばしば「海のビリヤード」と呼ばれる。
ラトビアの水夫は、英国の港を訪れた際に、当地の飲み屋でノヴスに似たゲームを経験し、最初のノヴス盤は英国から持ち帰った設計図に従って製造された。当時、ノヴスが最初に広まったのはベンツピルス、リエパーヤやタリンの港町であった。国によって、ノヴスはそのエストニアの名称「コローナ」(王冠)、あるいはその他のローカルな名称で知られている。最古のルールの記録は1932年のものである。ノヴスはエストニアよりもラトビアで早く広まり、まもなくして国技として認定された。プロ協議としての最初の競技会は1932年に開催され、アルバート・ラミニシが一位を獲得した。
1963年12月6日にはラトビアノヴス連盟が設立。全国選手権大会が1964年から定期的に開催され、当初はシングルスのみであったが、1966年以来は団体戦も行われるようになった。そこでは男性の部、女性の部、そして年少者(15歳以下)の部が設けられた。
1980年には、ノヴス・コミュニティーに既に約55,000人のメンバーがあった。最近ではノヴス選手権大会は地域、都市、全国、そして世界のレベルで定期的に開催される。ノヴスはラトビアでは3つの最もポピュラーなスポーツの1つとなり、着実にアメリカ合衆国、カナダ、イスラエル、ジョージア、ウクライナ、オーストラリア、英国、ロシア、フィンランドおよびドイツで広まりつつある。
1993年以降、ノヴス国際選手権は毎年開催され、そこにはノヴス・コミュニティーの規模が大きい国、特にラトビアおよびエストニアからチームが参加する。
2006年9月30日には、ノヴスは最初のバルト海子どもオリンピックの競技リストに入った。

## ルール[1]
- 試合形式の概要
  - 向かい合った2人のプレイヤーが、礼儀正しく握手などをし、挨拶をする。
  - 自身の端のエーリアに中央線を挟んで四個ずつ相手のパックを並べる（パック間に隙間が開かないように）。
  - 先手を抽選などで決める。一つの方法はプレイヤーそれぞれが自身の端のエーリアにストライカーを置き（そのとき、ストライカーがエーリアの境界線からはみ出てはならず、ストライカーの穴からエーリアの境界線が見えてはならない）向こうの端に当てて、跳ね返ってきた距離が短い方が先手となる。
  - 打つ前に先手をする権利をもつプレイヤーが自身のストライカーを自身の端のエーリアに置く（そのときもまた、ストライカーがエーリアの境界線からはみ出てはならず、ストライカーの穴からエーリアの境界線が見えてはならない）。
  - 打つ番でないプレイヤーは相手の番が終わるまで、自身のストライカーを盤から取らなければならない。
  - 打つときにキューを支える手と指は縁に置かれる。盤面に触ってはならない。
  - 打つときにキューの細い端をストライカーに当て、ストライカーが自身のパックに当たり、後者の一つでも四つあるポケットのどれかに落ちるようにする。
  - キューがストライカーに触れた時点で一打が終了したと見なされる。
  - 打つときにキューが盤の辺と辺の間の線を越えてはならない。
  - ストライカーを置くとき、また相手のストライカーを相手に渡すときに手で持ってそれをし、キューで動かしてはならない（この動作はマナーが悪いと思われる）。
  - プレイヤーの一打が成功し、一つまたは複数のパックがポケットに落ちた場合、続けて打つことができる。
  - 自身のパックをすべてポケットに落としたプレイヤーが一セットで勝ったとみなされる。一ゲームは5以上のセットから構成される。
- 「明るい」パックと「暗い」パック
  - 暗いパックとは、センターサークル上と自身の端のエーリアにある自身のパックであり、かつ、パックの穴からエーリアを示す線が見えていないもの。
  - 明るいパックとは、センターサークル上と自身の端のエーリア以外の場所にあるパックである。
- 直接打と跳ね返しの打
  - 直接の打とは、ストライカーがキューに当てられた後、他のものに接触せずにパックに当たる打である。
  - 跳ね返しの打とは、ストライカーがキューに当てられた後、盤の縁に当たった後にパックに当たるもの、もしくはあるパックに当たった後にパックに当たるもの、またはあるパックにあたり、そのパックがパックに当たるものをいう。
  - プレイヤーは自身の明るいパックに直接打で当てることができる。
  - プレイヤーは自身の暗いパックに跳ね返しの打のみで当てることができる。つまり、暗いパックを当てるとき、次の方法を用いる：
    - 自身から見て向こう側の縁に先にストライカーを当ててからストライカーが自身のパックに当たるようにする
    - 上記のエーリア内にない自身のパック（明るいパック）に先にストライカーを当ててから、ストライカーが暗いパックに当たるようにする
    - ストライカーを明るいパックに当て、その明るいパックが暗いパックに当たるようにする
- ペナルティ
  - プレイヤーは次の場合に次の一打をする権利を失い、ペナルティのパックを出さなければならない
  - ストライカーが直接の打の結果、プレイヤーのどのパックにも当たらなかった場合。ただし、このルールはプレイヤーにまだ明るいパックが残っている場合にのみ有効。
  - ストライカーがポケットに落ちた場合
  - ストライカーが直接、若しくは跳ね返しの打の結果、最初に相手のパック、若しくは自身と相手のパック両方に同時にあたった場合。ただし、このルールはプレイヤーにまだ明るいパックが残っている場合にのみ有効
  - ストライカーが縁を超えて盤の外に出た場合
  - プレイヤーが直接の打の結果、センターサークル上あるいは自身の端のエーリアにあるパック（暗いパック）を当てた場合（その場合、動いたパックは元に戻される）
  - 直接の打の結果、相手のパックが縁を超えて盤の外に出た場合
  - 自身のパックすべてがセンターサークル上または自身の端のエーリアにあり、跳ね返しの打の結果、ストライカーが向こう側の縁に当たらなかった場合
  - ペナルティのパックは相手側の端のエーリアのちょうど中央線に置く。この場所に他のパックがある場合、ペナルティを受けるプレイヤーのパックが少ない側に置く。）
  - プレイヤーのパック8個とも盤上にあるばあい、ペナルティのパックはその場ではなく、後でポケットに落ちた時点で出す。
- 打つ権利の喪失
  - 次の場合にはプレイヤーが打つ権利を失うが、ペナルティのパックを出す必要は無い：
    - 打った結果、自身のパックをポケットに落とせなかった場合
    - 自身のパックとともに相手のパックもポケットに落とした場合
    - 暗いパックが一つもないときに直接の打の結果、ストライカーが自身の端のエーリアに戻った場合
    - 打った結果、自身または相手のパックが縁を超えて盤の外に出た場合

  - パックが縁を超えて盤の外に出た場合、それをセンターサークルの中心に置く。その場所に既にパックがある場合、センターサークルを示す線の内側の、出たところに最も近い場所に置く。
  - どのプレイヤーも「一キュウ」ですべてのパックをポケットに落とした場合（一回の打、若しくは連続の打ですべてのパックを入れた場合）セットがもう一度やり直される。ただし、片方のプレイヤーのみ、最後の一打の際にストライカーが自身のエーリアに戻った場合、そのプレイヤーが負けとなる。（ただし、暗いパックを目掛けた跳ね返しの打の場合、その限りではない[2]。）

## 関連書籍
- ノヴスの歴史（ラトビア語）